# Hemsjön (Ringamåla socken, Blekinge, 625075-143332)
Hemsjön är en sjö i Karlshamns kommun i Blekinge och ingår i Mörrumsåns huvudavrinningsområde. Sjön är 4,3 meter djup, har en yta på 0,0491 kvadratkilometer och är belägen 128 meter över havet.